# Carlo Maria Marini
Carlo Maria Marini (Roma, 13 de março de 1667 - Gênova, 16 de janeiro de 1747) foi um cardeal do século XVIII

## Biografia
Nasceu em Roma em 13 de março de 1667, enquanto seus pais viajavam pela Itália. De família patrícia genovesa. Filho de Gottifredo Marini e Maria Francesca Imperiale. Seu sobrenome também está listado como de' Marini e de Marinis.
Frequentou a Universidade de Turim..
Depois de viajar pela Europa, ele se estabeleceu em Roma. Comprou, no pontificado do Papa Inocêncio XI, segundo o costume da época, um posto de clérigo da Câmara Apostólica; e em janeiro de 1691, o de auditor da câmara. O costume foi posteriormente abolido pelo Papa Inocêncio XII, que devolveu o dinheiro aos compradores e o liberou. Prefeito dos Cubiculi de Sua Santidade, abril de 1709..
Criado cardeal e reservado in pectore no consistório de 29 de maio de 1715; publicado no consistório de 16 de dezembro de 1715; recebeu o gorro vermelho e a diaconia de S. Maria em Aquiro, em 5 de fevereiro de 1716. Concedeu dispensa por não ter recebido ordens menores no momento de sua promoção cardeal, em 16 de dezembro de 1715. Concedeu dispensa para receber as sagradas ordens fora de Ember dias e sem intervalos de tempo entre eles, 19 de agosto de 1719. Não participou do conclave de 1721, que elegeu o Papa Inocêncio XIII. Participou do conclave de 1724, que elegeu o Papa Bento XIII. Prefeito da SC de Ritos e Cerimônias de junho de 1726 até sua morte. Legado na Romagna, 11 de setembro de 1726. Participou do conclave de 1730, que elegeu o Papa Clemente XII. Optou pela diaconia de Ss. Vito e Modesto, 23 de junho de 1738. Legado na Romagna, novamente, 15 de julho de 1739 até outubro de 1743. Optou pela diaconia de S. Agata em Suburra, 15 de julho de 1739. Concedeu faculdades para receber o subdiaconato, diaconato e presbiterato fora das Têmporas e sem intervalos de tempo entre elas, 16 de janeiro de 1740. Participou do conclave de 1740, que elegeu o Papa Bento XIV. Optou pela diaconia de S. Maria na Via Lata, própria do cardeal protodiacono, 7 de agosto de 1741. Legado em Urbino, 19 de setembro de 1746; nunca exerceu a função porque pouco antes de tomar posse foi para o Génova e quando era titular do Urbino adoeceu e morreu..
Morreu em Gênova em  16 de janeiro de 1747. Enterrado na igreja da Santissima Annunziata, comumente conhecida como del Vastato, dos Franciscanos Observantes. Ele nomeou o Papa Bento XIV seu herdeiro fiduciário e o pontífice seguiu rápida e religiosamente todas as indicações do falecido cardeal..